# برايس فولتون
برايس فولتون (بالإنجليزية: Bryce Fulton)‏ هو لاعب كرة قدم بريطاني في مركز الدفاع، ولد في 7 أغسطس 1935 في كيلوينينغ ‏ في المملكة المتحدة، وتوفي في 1976. لعب مع مانشستر يونايتد ونادي إكزتر سيتي ونادي بليموث أرجايل.